# A Blaze in the Northern Sky
A Blaze in the Northern Sky drugi je studijski album norveškog black metal-sastava Darkthrone. Album je objavljen 2. ožujka 1992. godine, a objavila ga je diskografska kuća Peaceville Records. Na albumu se nalaze neke od prvih black metal pjesama sastava, te se smatra klasikom žanra. Prvi je album u takozvanom "nesvetom trojstvu", čega su dio druga dva albuma Under a Funeral Moon i Transilvanian Hunger. Zadnji je album na kojem svira basist Dag Nilsen.

## Pozadina
Prvi album Darkthrona, Soulside Journey iz 1991. godine, po žanru je švedski death metal. Nakon objave Soulside Journey, sastav je počeo pisati pjesme black metal tipa umjesto death. Prvi pokušaj rezultirao je u instrumentalnom demoalbumu Goatlord.
Nakon snimanja Goatlord, tri člana sastava—Fenriz, Nocturno Culto i Zephyrous—odlučili su se okrenuti black metalu te početi raditi na njihovom prvom black metal albumu. Basistu Nilsenu se nagla promjena nije svidjela, zbog čega je napustio sastav. Ipak, pristao je snimiti bas-gitaru za album kao gost. A Blaze in the Northern Sky sniman u je u kolovozu 1991. godine, u Creative Studios u Kolbotnu; u istom je studiju Mayhem snimio utjecajni Deathcrush EP. U intervjuu, Fenriz je rekao kako su nekako "požurili" s albumom te kako većina pjesama ima "death metal gitarske riffove" svirane u "black metal stilu".
Zbog Darkthronove nagle promjene iz death metala u black metal, Peaceville nisu htjeli objaviti album kao takav. Šokirana diskografska kuća očekivala je isti pravac u kojem su krenuli na Soulside Journey. Peaceville su ipak pristali objaviti album, pod uvjetom da ga bolje remiksaju, jer je zvuk bio "preslab". Sastav je tada zaprijetio kako će potpisati za Deathlike Silence Productions, diskografsku kuću Øysteina "Euronymousa" Aarsetha iz Mayhema (komu je album posvećen).Ipak, Peaceville se složio objaviti album takav kakav je.

## Objava
A Blaze in the Northern Sky objavila je diskografska kuća Peaceville, dana 2. ožujka 1992. godine. Prvo izdanje na CD-u limitirano je na 2 tisuće kopija. Na omotu albuma nalazi se Ivar Enger (Zephyrous), ritam gitarist sastava.

## Popis pjesama
| 1.    | »Kathaarian Life Code«        | 10:39 |
| 2.    | »In the Shadow of the Horns«  | 7:01  |
| 3.    | »Paragon Belial«              | 5:24  |
| 4.    | »Where Cold Winds Blow«       | 7:26  |
| 5.    | »A Blaze in the Northern Sky« | 4:57  |
| 6.    | »The Pagan Winter«            | 6:35  |
| 42:05 |                               |       |

## Zasluge
Darkthrone
- Nocturno Culto – glavna gitara, vokali
- Zephyrous – ritam gitara
- Fenriz – bubnjevi, prateći vokali

Gostujući glazbenici
- Dag Nilsen – bas-gitara

Ostalo osoblje
- Tassilo – logotip
- Gylve – logotip
- Tompa – logotip
- Dave Pybus – dizajn
- Nimbus – mastering
- Erik Avnskog – inženjer zvuka